# Olin Chaddock Wilson
Olin Chaddock Wilson (São Francisco (Califórnia), 13 de janeiro de 1909 — 13 de julho de 1994) foi um astrônomo estadunidense.
Conhecido por seu trabalho em espectroscopia estelar.